# Pulau Reni
Pulau Reni är en ö i Indonesien.   Den ligger i provinsen Papua Barat, i den östra delen av landet, 2 800 km öster om huvudstaden Jakarta. Arean är 1,1 kvadratkilometer.
Terrängen på Pulau Reni är mycket platt. Öns högsta punkt är 11 meter över havet. Den sträcker sig 2,0 kilometer i nord-sydlig riktning, och 0,8 kilometer i öst-västlig riktning.